# Geoffroy Messina
Geoffroy Messina (La Tronche, 29 maggio 1982) è un rugbista a 15 francese, tre quarti centro del Tolone dal 2010.

## Biografia
Proveniente dal Grenoble, in cui rimase due stagioni, passò nel 2002 al Clermont, club con cui esordì in Top 14.
A livello internazionale ha rappresentato la Francia Under-18 e Under-19, nonché la Nazionale A; a tutto luglio 2001 non ha test match internazionali al suo attivo.
Nel 2005 passò allo Stade français con il quale, in cinque anni, si laureò campione di Francia nel 2007.
Dal 2010 milita nel Tolone.

## Palmarès
- Campionati francesi: 1
Stade français: 2006-07